# The Law of the Mountains
Pour plus de détails, voir Fiche technique et Distribution.
The Law of the Mountains est un film muet américain, produit par Kalem, réalisé par Sidney Olcott, sorti en 1909.

## Fiche technique
- Titre original : The Law of the Mountains
- Réalisateur : Sidney Olcott
- Scénario :
- Photographie :
- Montage :
- Société de production : Kalem Company
- Société de distribution : General Film
- Pays de production :  États-Unis
- Lieu de tournage :
- Métrage : 266 mètres (1 bobine)
- Format : Noir et blanc — 35 mm — 1,33:1 — Muet
- Genre : Film dramatique
- Durée :
- Date de sortie :
  - États-Unis : 17 décembre 1909 (New York)